# Kanton Blangy-sur-Bresle
Der Kanton Blangy-sur-Bresle war bis 2015 ein französischer Wahlkreis im Arrondissement Dieppe, im Département Seine-Maritime und in der Region Haute-Normandie; sein Hauptort war Blangy-sur-Bresle. Vertreterin im Generalrat des Départements war zuletzt von 2011 bis 2015 Marie Le Vem (PS).
Der Kanton Blangy-sur-Bresle war 192,34 km² groß und hatte (2006) 10.857 Einwohner, was einer Bevölkerungsdichte von 56 Einwohnern pro km² entsprach. Er lag im Mittel 122 Meter über Normalnull, zwischen 27 Meter in Monchaux-Soreng und 223 Meter in Villers-sous-Foucarmont.

## Gemeinden
Der Kanton bestand aus 19 Gemeinden:
| Gemeinde                 | Einwohner Jahr | Fläche km² | Bevölkerungsdichte | Code INSEE | Postleitzahl |
| ------------------------ | -------------- | ---------- | ------------------ | ---------- | ------------ |
| Aubermesnil-aux-Érables  | 202 (2013)     | 8,48       | 24 Einw./km²       | 76029      | 76340        |
| Bazinval                 | 396 (2013)     | 7,18       | 55 Einw./km²       | 76059      | 76340        |
| Blangy-sur-Bresle        | 2.948 (2013)   | 17,45      | 169 Einw./km²      | 76101      | 76340        |
| Campneuseville           | 475 (2013)     | 12,3       | 39 Einw./km²       | 76154      | 76340        |
| Dancourt                 | 229 (2013)     | 18,3       | 13 Einw./km²       | 76211      | 76340        |
| Fallencourt              | 192 (2013)     | 12,08      | 16 Einw./km²       | 76257      | 76340        |
| Foucarmont               | 892 (2013)     | 7,28       | 123 Einw./km²      | 76278      | 76340        |
| Guerville                | 472 (2013)     | 12,46      | 38 Einw./km²       | 76333      | 76340        |
| Hodeng-au-Bosc           | 566 (2013)     | 8,77       | 65 Einw./km²       | 76363      | 76340        |
| Monchaux-Soreng          | 648 (2013)     | 10,05      | 64 Einw./km²       | 76441      | 76340        |
| Nesle-Normandeuse        | 594 (2013)     | 9,1        | 65 Einw./km²       | 76460      | 76340        |
| Pierrecourt              | 477 (2013)     | 9,51       | 50 Einw./km²       | 76500      | 76340        |
| Réalcamp                 | 666 (2013)     | 11,45      | 58 Einw./km²       | 76520      | 76340        |
| Rétonval                 | 197 (2013)     | 5,62       | 35 Einw./km²       | 76523      | 76340        |
| Rieux                    | 643 (2013)     | 7,09       | 91 Einw./km²       | 76528      | 76340        |
| Saint-Léger-aux-Bois     | 516 (2013)     | 11,02      | 47 Einw./km²       | 76598      | 76340        |
| Saint-Martin-au-Bosc     | 218 (2013)     | 7,2        | 30 Einw./km²       | 76612      | 76340        |
| Saint-Riquier-en-Rivière | 162 (2013)     | 9,99       | 16 Einw./km²       | 76645      | 76340        |
| Villers-sous-Foucarmont  | 197 (2013)     | 7,01       | 28 Einw./km²       | 76744      | 76340        |

## Bevölkerungsentwicklung
| 1962  | 1968   | 1975   | 1982   | 1990   | 1999   | 2006   | 2012   |
| ----- | ------ | ------ | ------ | ------ | ------ | ------ | ------ |
| 9.936 | 10.844 | 10.844 | 10.929 | 10.826 | 10.859 | 10.857 | 10.681 |